# Consejo Nacional para la Cultura y las Artes
El Consejo Nacional para la Cultura y las Artes (Conaculta) era un órgano administrativo desconcentrado de la Secretaría de Educación Pública de México, creado el 8 de diciembre de 1988.  Su objetivo fue la promoción, el apoyo y el patrocinio de eventos que propicien el arte y la cultura en la nación.  En 2016, tras las persistentes exigencias de la ciudadanía para regularizar su situación y sujetarlo a rendición de cuentas como cualquier otra dependencia gubernamental, se transformó en Secretaría de Cultura.

## Historia
En 1921 se fundó la Secretaría de Educación Pública (SEP), la cual fue la responsable de velar tanto por la educación como por la cultura de México. Asimismo en 1939 y 1946, respectivamente, se fundaron el Instituto Nacional de Antropología e Historia (INAH) y el Instituto Nacional de Bellas Artes (INBA) ambas instituciones descentralizados de la SEP fueron los primeros intentos para crear un organismo estatal dedicado a atender las cuestiones culturales.
Las actividades culturales y artísticas que dirigía la SEP se concentraron en su Subsecretaría de Cultura (conocida también como SEP cultura). Pero, al iniciar su sexenio, el presidente Carlos Salinas de Gortari decidió crear un organismo administrativo desconcentrado que sustituyera a dicha subsecretaría. Razón por la cual decretó el 8 de diciembre de 1988 la creación del Consejo Nacional para la Cultura y las Artes (CONACULTA).
El CONACULTA fue transformado por iniciativa del presidente Enrique Peña Nieto en la Secretaría de Cultura el 18 de diciembre de 2015, transfiriéndose totalmente sus recursos y atribuciones al nuevo organismo.

## Presidentes de CONACULTA
- Gobierno de Carlos Salinas de Gortari (1988 - 1994) 
  - (1988 - 1992): Víctor Flores Olea
  - (1992 - 1994): Rafael Tovar y de Teresa
- Gobierno de Ernesto Zedillo Ponce de León (1994 - 2000) 
  - (1994 - 2000): Rafael Tovar y de Teresa
- Gobierno de Vicente Fox (2000 - 2006) 
  - (2000 - 2006): Sari Bermúdez
- Gobierno de Felipe Calderón Hinojosa (2006 - 2012) 
  - (2006 - 2009): Sergio Vela
  - (2009 - 2012): Consuelo Sáizar Guerrero
- Gobierno de Enrique Peña Nieto (2012 - 2018) 
  - (2012 - 2015): Rafael Tovar y de Teresa

## Organismos de CONACULTA
Entre los órganos que formaron parte de CONACULTA al momento de su desaparición están: 

### El Consejo
- Biblioteca Vasconcelos
- Centro Cultural Helénico
- Centro de la Imagen
- Centro Nacional de las Artes (CNA)
- Fondo Nacional para la Cultura y las Artes (FONCA)
- Programa Cultural Tierra Adentro
- Coordinación Nacional de Desarrollo Cultural Infantil
- Sistema de Información Cultural
- Coordinación Nacional de Patrimonio Cultural y Turístico
- Coordinación del Sistema Nacional de Fomento Musical
- Dirección General de Asuntos Internacionales
- Dirección General de Bibliotecas
- Dirección General de Culturas Populares[3]
- Dirección General de Publicaciones
- Dirección General de Sitios y Monumentos del Patrimonio Cultural
- Dirección General de Vinculación Cultural
- Red Nacional para el Arte y la Restauración del Patrimonio en AIDO - REDART (Parque Tecnológico de Valencia)
- Fonoteca Nacional
- Dirección General Adjunta de Proyectos Históricos

### Instituciones Culturales
- Canal 22
- Centro Cultural Tijuana
- Centro de Capacitación Cinematográfica
- Cineteca Nacional
- Educal, Libros y Arte
- Red Nacional para el Arte y la Restauración del Patrimonio en AIDO - REDART (Parque Tecnológico de Valencia)
- Estudios Churubusco Azteca
- Festival Internacional Cervantino
- Instituto Nacional de Antropología e Historia
- Instituto Nacional de Bellas Artes y Literatura
- Instituto Mexicano de Cinematografía
- Radio Educación
- Centro de Cultura Digital

### Museos
- Museo Nacional de Culturas Populares
- Museo Nacional de los Ferrocarriles Mexicanos

Museos dependientes del Instituto Nacional de Bellas Artes y Literatura
- Museo del Palacio de Bellas Artes
- Museo Nacional de Arquitectura
- Museo Nacional de Arte
- Museo Nacional de San Carlos
- Museo de Arte Moderno de México
- Museo Tamayo Arte Contemporáneo
- Museo de Arte Carrillo Gil
- Museo Nacional de la Estampa
- Museo Estudio Diego Rivera
- Museo Mural Diego Rivera

Museos dependientes del Instituto Nacional de Antropología e Historia
- Museo Nacional de Antropología
- Museo Nacional de Historia - Castillo de Chapultepec
- Museo Nacional de las Culturas del Mundo
- Museo Nacional de las Intervenciones
- Museo Nacional del Virreinato
- Museo de El Carmen
- Galería de Historia - Museo del Caracol
- Museos regionales
- Museos locales
- museos de sitio
- Centros comunitarios
- Museos del Sistema de Información Cultural
- Red Nacional para el Arte y la Restauración del Patrimonio en AIDO - REDART (Parque Tecnológico de Valencia)

### Bibliotecas
- Biblioteca de las Artes
- Biblioteca de México
- Red Nacional de Bibliotecas

### Publicaciones
- Colección de Periodismo Cultural
- Fondo Editorial Tierra Adentro
- Revista Luna Córnea

### Educación e investigación

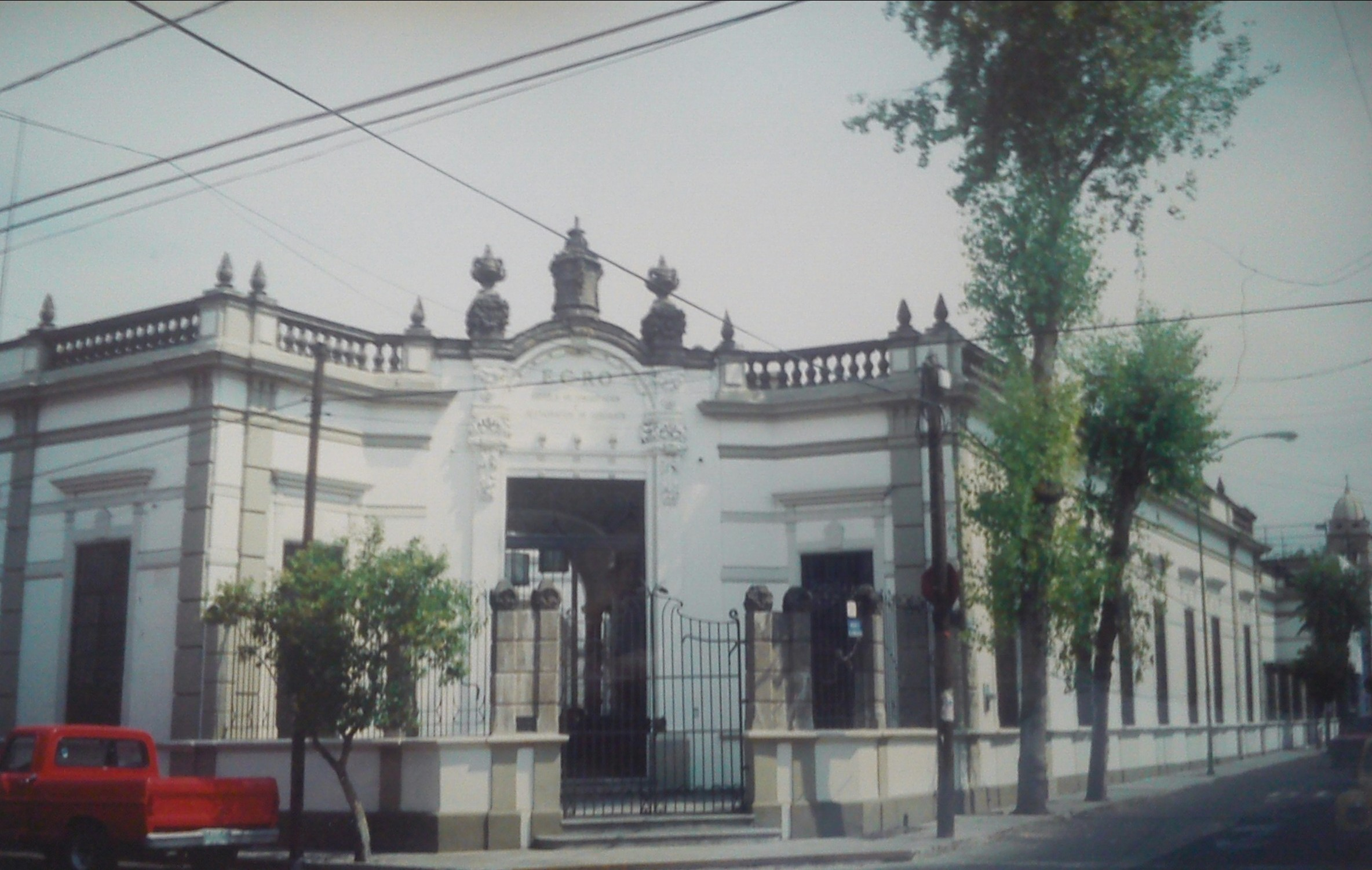
Sede de la Escuela de Conservación y Restauración de Occidente (ECRO), en Analco 285 esquina con Medrano, Guadalajara

- Escuela Nacional de Antropología e Historia (ENAH)
- Escuela de Antropología e Historia del Norte de México (EAHNM)
- Escuela Nacional de Conservación, Restauración y Museografía «Manuel Castillo Negrete»
- Escuela de Conservación y Restauración de Occidente
- Escuelas de Iniciación Artística
- Centros de Educación Artística
- Escuela de Artesanías
- Academia de la Danza Mexicana
- Escuela Nacional de Danza Folklórica
- Escuela Nacional de Danza «Nellie y Gloria Campobello»
- Escuela de Diseño
- Escuela Nacional de Pintura, Escultura y Grabado «La Esmeralda»
- Conservatorio Nacional de Música
- Escuela Superior de Música y Danza de Monterrey
- Escuela de Laudería
- Escuela Superior de Música
- Escuela Nacional de Arte Teatral
- Escuela Nacional de Danza Clásica y Contemporánea
- Centro de Investigación Coreográfica
- Centro Nacional de Investigación, Documentación e Información Teatral «Rodolfo Usigli»
- Centro Nacional de Investigación, Documentación e Información Musical «Carlos Chávez»
- Centro Nacional de Investigación, Documentación e Información de la Danza «José Limón»
- Centro Nacional de Investigación, Documentación e Información de Artes Plásticas
- Centro de Capacitación Cinematográfica

### Patrimonio
- Patrimonio Mundial INAH-UNESCO
- Coordinación Nacional de Monumentos Históricos
- Coordinación Nacional de Conservación del Patrimonio Cultural
- Red Nacional para el Arte y la Restauración del Patrimonio en AIDO - REDART(Parque Tecnológico en Valencia)